# ScreenTonic
ScreenTonic es una empresa francesa fundada en el año 2001 y enfocada a la publicidad móvil. Se los considera pioneros en dicho campo.

## Productos
Los productos más destacados desarrollados por parte de ScreenTonic es la plataforma de tecnología STAMP, que permite la gestión y entrega de anuncios en móviles. STAMP consta de una plataforma de gestión, un servidor de anuncios y herramientas de informes y facturación.
ScreenTonic fue adquirido por Microsoft el 3 de mayo de 2007.